# 阿瓜通
阿瓜通，是西班牙阿拉贡自治区特鲁埃尔省的一个市镇。总面积22平方公里，总人口18人（2018年），人口密度1人/平方公里。